# Parteni (camarlenc)
Parteni (en llatí Parthenius, en grec Παρθένιος) era el cap de camarlencs (cubiculo praepositus) de Domicià.
Va prendre part activa a la conspiració que va posar fi a la vida de l'emperador l'any 96, i després va persuadir a Nerva d'acceptar la corona, però al cap de poc va ser executat junt amb altres conspiradors, per soldats partidaris de Domicià, sense que Nerva pogués o volgués fer res per evitar-ho. Els soldats li van tallar els genitals, els van tirar a la cara i després el van estrangular.